# Лінкольн (Мічиган)
Лінкольн (англ. Lincoln) — селище (англ. village) в США, в окрузі Алкона штату Мічиган. Населення — 305 осіб (2020).

## Географія
Лінкольн розташований за координатами 44°41′4″ пн. ш. 83°24′45″ зх. д. / 44.68444° пн. ш. 83.41250° зх. д. (44.684367, -83.412568).  За даними Бюро перепису населення США в 2010 році селище мало площу 2,74 км², з яких 2,15 км² — суходіл та 0,59 км² — водойми.

## Демографія
Згідно з переписом 2010 року, у селищі мешкало 337 осіб у 160 домогосподарствах у складі 82 родин. Густота населення становила 123 особи/км².  Було 236 помешкань (86/км²).
Расовий склад населення:
| - 98,2 % — білих |

До двох чи більше рас належало 1,8 %. Частка іспаномовних становила 2,7 % від усіх жителів.
За віковим діапазоном населення розподілялося таким чином: 19,6 % — особи молодші 18 років, 54,6 % — особи у віці 18—64 років, 25,8 % — особи у віці 65 років та старші. Медіана віку мешканця становила 43,2 року. На 100 осіб жіночої статі у селищі припадало 88,3 чоловіків;  на 100 жінок у віці від 18 років та старших — 86,9 чоловіків також старших 18 років.
Середній дохід на одне домашнє господарство  становив 29 264 долари США (медіана — 24 375), а середній дохід на одну сім'ю — 39 326 доларів (медіана — 35 208). За межею бідності перебувало 35,7 % осіб, у тому числі 42,9 % дітей у віці до 18 років та 28,4 % осіб у віці 65 років та старших.
Цивільне працевлаштоване населення становило 105 осіб. Основні галузі зайнятості: освіта, охорона здоров'я та соціальна допомога — 20,0 %, роздрібна торгівля — 17,1 %, виробництво — 17,1 %.